# Kamensk-Ural'sky (huyện)
Huyện Kamensk-Ural'sky (tiếng Nga: ? райо́н) là một huyện hành chính tự quản (raion), của Tỉnh Sverdlovsk, Nga. Huyện có diện tích 156 kilômét vuông, dân số thời điểm ngày 1 tháng 1 năm 2000 là 190600 người. Trung tâm của huyện đóng ở Kamensk-Uralsky.